# Perrier (water)
Perrier is een merk mineraalwater afkomstig uit een bron in het Franse dorpje Vergèze in het departement Gard. Het is onderdeel van het Zwitserse voedingsconcern Nestlé. Perrier is op een natuurlijke wijze gecarboniseerd water. Het water en het koolzuurgas worden onafhankelijk van elkaar gewonnen en tijdens het bottelen bij elkaar gebracht. Volgens het bedrijf is de hoeveelheid koolzuurgas in de fles net zo hoog als in de bron zelf.

## Productie
Het merk is in Europa verkrijgbaar in flessen van 1 liter, 75 cl, 50 cl en 20 cl, en tevens in blikjes van 33 cl. Alle Perrierflessen zijn groen en hebben een kenmerkende vorm, met een geleidelijk bollende buik. In 2001 introduceerde het bedrijf een nieuwe verpakking van polyethyleentereftalaat, een vorm van plastic. Het had 11 jaar geduurd om te beslissen welk materiaal de smaak en het koolzuur het beste zou behouden.
Perrier is op dit moment verkrijgbaar in vijf smaken. De bekendste daarvan zijn neutraal (zonder toegevoegde smaakstoffen), en verder in de smaken citroens, limoen en citroen-limoen. In Frankrijk is ook Pamplemousse Rose (roze grapefruit) verkrijgbaar.
Sinds 2002 zijn er binnen Frankrijk enkele variaties op de oorspronkelijke drank op de markt gebracht, waaronder Eau de Perrier (met minder koolzuur, in een blauwe fles) en Perrier Fluo, met smaken als gember-kers, pepermunt, sinaasappel-litchi, framboos en gember-citroen.

## Geschiedenis
De bron waar het water vandaan komt, vroeger Les Bouillens geheten, was al in de Oudheid een geneeskrachtige bron. In 1863 werd het water gebotteld op de Engelse markt gebracht. In 1898 kocht dokter Louis Perrier, die een kuuroord beheerde, de bron. Later verkocht hij het aan Sir St. John Harmsworth, een Engelse aristocraat en broer van Lord Northcliffe, de oprichter van de Daily Mail. Hamsworth, die naar Frankrijk was gekomen om de taal te leren, verkocht zijn aandelen in de krant om de bron te kunnen kopen. Hij hernoemde het water tot Source Perrier en begon het te bottelen in groene flessen in de vorm van de gymnastiekknots waarmee hij trainde.
De introductie van Perrier door Harmsworth in het Verenigd Koninkrijk kwam op een moment dat alles wat Frans was door de middenklasse als hip werd beschouwd. Er werd geadverteerd met de bewering dat het de champagne onder de mineraalwaters was - er was tevens een champagnemerk met de naam Perrier, maar die stond hier los van. Advertenties in bladen als de Daily Mail zorgde voor een snelle inburgering van het merk, en 95% van de opbrengst was afkomstig uit Engeland en de Verenigde Staten. In het laatstgenoemde land wordt de naam op zijn Engels uitgesproken, in plaats van op zijn Frans. Dit was oorspronkelijk een marketingtruc van het Frans bedrijf om de verkoop te doen stijgen.
De reputatie van Perrier als zuiver bronwater werd in 1990 aangetast toen een studie uit North Carolina meldde dat er benzeen in de bron was aangetroffen. Perrier veranderde verscheidene malen van standpunt, maar maakte uiteindelijk bekend dat het een eenmalige fout van een werknemer tijdens het filteringproces was, en dat de bron zelf schoon was. Het incident leidde tot de terugname van 160 miljoen flessen.
In 2004 brak er een kleine crisis uit toen moederbedrijf Nestlé een herstructureringsplan bekendmaakte voor het bedrijf. Deze werd in 2005 een halt toegeroepen, omdat het bedrijf niet goed met het personeel overlegde.
In 2024 kwam naar buiten dat Perrier onterecht op de markt werd gebracht als bronwater of "natuurlijk mineraalwater". Onderzoek van de krant Le Monde en Radio France wees uit dat het water niet voldeed aan de regels om als natuurlijk mineraalwater aangeboden te worden. Het water werd met actieve koolstoffilters en UV-desinfectie behandeld, maar bronwater moet volgens Europese regels rechtstreeks gebotteld worden na oppompen, zonder latere behandeling. Bronwater wordt tegen een veel hogere prijs verkocht dan behandeld water. Uit een rapport van de Franse Senaat bleek dat het kabinet van president Emmanuel Macron op de hoogte was van de fraude.

## Trivia
Van 1981 tot 2005 sponsorde het bedrijf een jaarlijkse comedyprijs in het Verenigd Koninkrijk, de Perrier Comedy Award geheten.